# Mahamadou Issoufou
Mahamadou Issoufou (1952.) nigerski je političar koji je predsjednik Nigera od 7. travnja 2011. Bio je premijer Nigera od 1993. do 1994., predsjednik Narodne skupštine od 1995. do 1996., a bio je i kandidat na svim predsjedničkim izborima od 1993. Vodio je Nigersku stranku za demokraciju i socijalizam (PNDS-Tarayya), socijaldemokratsku stranku, od osnutka 1990. do njegova izbora za predsjednika Nigera 2011. Tijekom predsjedanja Mamadoua Tandjaja (1999. – 2010.) Issoufou je bio oporbeni čelnik.